# Tabela znakova
U teoriji grupa, grani apstraktne algebre, tabela znakova je dvodimenzionalna tabela čiji redovi odgovaraju nesvodljivim reprezentacijama, a čije kolone odgovaraju klasama konjugacije grupnih elemenata. Unosi se sastoje od znakova, tragova matrica koje predstavljaju grupne elemente klase kolone u grupnom prikazu datog reda. U hemiji, kristalografiji i spektroskopiji, tabele znakova tačkastih grupa se koriste za klasifikaciju npr. molekularne vibracije prema njihovoj simetriji, i da predvidi da li je prelaz između dva stanja zabranjen iz razloga simetrije. Mnogi udžbenici na univerzitetskom nivou o fizičkoj hemiji, kvantnoj hemiji, spektroskopiji i neorganskoj hemiji posvećuju po jedno poglavlje upotrebi tablica znakova grupe simetrije.

## Definicija i primer
Nesvodljivi kompleksni znaci konačne grupe formiraju tabelu znakova koja kodira mnogo korisnih informacija o grupi G u kompaktnom obliku. Svaki red je označen nesvodljivim znakom, a unosi u redu su vrednosti tog znaka na bilo kom predstavniku odgovarajuće klase konjugacije G (jer su znakovi klase funkcija). Kolone su označene (predstavnicima) klasa konjugacije G. Uobičajeno je da se prvi red označi znakom trivijalne reprezentacije, što je trivijalno dejstvo G na jednodimenzionalni vektorski prostor pomoću {\displaystyle \rho (g)=1} za sve {\displaystyle g\in G}. Svaki unos u prvom redu je stoga 1. Slično, uobičajeno je da se prva kolona označi po identitetu. Unosi prve kolone su vrednosti nesvodljivih znakova na identitetu, stepeni nesvodljivih znakova. Znakovi stepena 1 su poznati kao linearni znakovi.
Ovo je tabela znakova C3 = <u>, ciklične grupe sa tri elementa i generatora u:
|    | (1) | (u) | (u2) |
| 1  | 1   | 1   | 1    |
| χ1 | 1   | ω   | ω2   |
| χ2 | 1   | ω2  | ω    |

gde je ω primitivni treći koren jedinice. Tabela znakova za generalne ciklične grupe je (skalarni umnožak) DFT matrice.
Drugi primer je tabela znakova za {\displaystyle S_{3}}:
|        | (1) | (12) | (123) |
| χtriv  | 1   | 1    | 1     |
| χsgn   | 1   | −1   | 1     |
| χstand | 2   | 0    | −1    |

gde (12) predstavlja klasu konjugacije koja se sastoji od (12), (13), (23), dok (123) predstavlja klasu konjugacije koja se sastoji od (123), (132). Da bi se saznalo više o tabeli znakova simetričnih grupa, može se pogledati .
Prvi red tabele znakova uvek se sastoji od 1s, i odgovara trivijalnoj reprezentaciji (1-dimenzionalni prikaz koji se sastoji od 1×1 matrica koje sadrže unos 1). Dalje, tabela znakova je uvek kvadratna, jer (1) nesvodivi znakovi su po paru ortogonalni, i (2) nijedna druga netrivijalna funkcija klase nije ortogonalna svakom znaku. (Klasa funkcije je ona koja je konstantna na klasama konjugacije.) Ovo je povezano sa važnom činjenicom da su nesvodljive reprezentacije konačne grupe G u bijekciji sa njenim klasama konjugacije. Ova bijekcija takođe sledi kad se pokaze da zbirovi klasa čine osnovu za centar grupne algebre od G, koja ima dimenziju jednaku broju nesvodljivih reprezentacija G.